# Vernet-Syndrom
Das Vernet-Syndrom ist ein Beschwerdebild bei dem gemeinsamen oder teilweisen Ausfall der Hirnnerven IX, X und XI. Da diese Hirnnerven gemeinsam den Schädel durch das Foramen jugulare verlassen, und somit hier die Ursache ihrer Ausfälle liegen kann, wird es auch Foramen-Jugulare-Syndrom genannt.
Die ersten Beschreibungen des Syndroms stammen von dem französischen Neurologen Maurice Vernet in den Jahren 1916 und 1918.

## Symptome
Bei den betroffenen Personen zeigen sich Ausfallerscheinungen bzw. Lähmungen der oben genannten Hirnnerven. Dies kann sich anhand folgender Symptomen zeigen:
- Dysphonie
- Dysphagie
- Störungen der Sensibilität und Sensorik des hinteren Drittels (Qualität: bitter) der Zunge
- Lähmung der betroffenen Seite des Gaumensegels führt zu dessen Abweichen zur gesunden Seite
- Abnahme der Parotis-Sekretion
- Beeinträchtigung des Würgereflexes
- Ausfälle des Musculus sternocleidomastoideus und des Musculus trapezius

## Ursachen
- Glomustumor (am häufigsten)
- Meningeom
- Schwannom (Akustikusneurinom)
- Metastasen im Kleinhirnbrückenwinkel
- Trauma
- Cholesteatom (eher selten)